# 和义街道
和义街道，是中华人民共和国北京市丰台區下辖的一个街道办事处，1998年12月31日成立，1999年2月14日由大兴县划归丰台区。

## 行政区划
和义街道下辖以下地区：
和义东里第一社区、和义东里第二社区、和义东里第三社区、南苑北里第一社区、南苑北里第二社区、和义西里第一社区、和义西里第二社区、和义西里第三社区、久敬庄社区、大红门锦苑二社区和大红门锦苑一社区。